# Riu Parnaíba
El riu Parnaíba, també conegut com a Velho Monge, és un curs d'aigua que divideix políticament els estats de Maranhão i Piauí. És el major riu plenament nordestí i és navegable en tota la seva extensió.

## Etimologia
Etimològicament, el terme prové del tupí-guaraní i significa "mar roí", a través de la unió dels termes paranã ("mar") i aíb ("roí"). No obstant això, José de Alencar, en la seva novel·la Iracema, proposa que el significat real seria "riu que és un braç de mar" (pará nhanhe hyba).  

## Història
Les primeres observacions europees sobre el riu Parnaíba van ser fetes per Nicolau Resende al voltant de 1640, quan va patir un naufragi en les proximitats de la seva desembocadura. Abans del seu nom actual, va posseir diversos altres: Fam Quel Coous (Miler, 1519); Riu Grande (Luis Teixeira, 1574); Riu Grande dos Tapuios (Gabriel Soares Moreno, 1587); Paravaçu (Pare Antônio Vieira, 1650); Paraguas (Guillaume de L'isie, 1700); Param-Iba, (Dauville).
El nom Parnaíba es deu al bandeirante paulista Domingos Jorge Velho, nom donat en record a la terra on va néixer, la vila de Santana de Parnaíba, a la riba del riu Tietê.
Amb la creació administrativa de la província de Piauí el 1718, el riu Parnaíba va servir com a divisió geogràfica amb el veí estat de Maranhão.

## Conca hidrogràfica

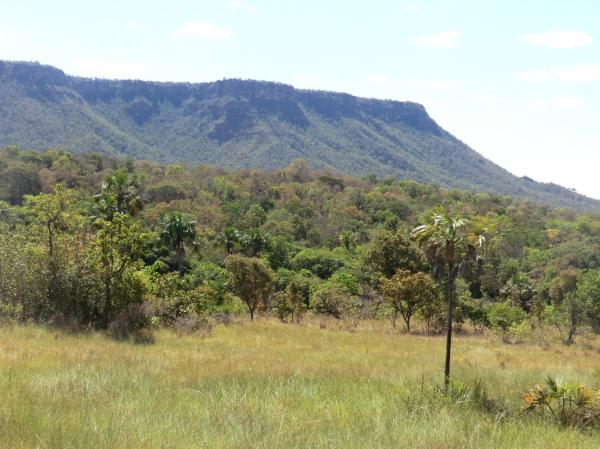
Parque Nacional das Nascentes do Rio Parnaíba

El riu neix en els contraforts de la chapada de Mangabeiras, al sud dels estats de Maranhão i Piauí, que actualment és preservada pel Parc Nacional dels Aiguaneixos del riu Parnaíba. El riu parteix d'una altura de set-cents metres, en la confluència de tres cursos d'aigua principals: l'Água Quente, el Curriola i el Lontra. Flueix prop de 1.450 km fins a la desembocadura a l'oceà Atlàntic.
S'hi defineixen tres cursos:
- Curs alt: de l'aiguaneix fins a la presa de Boa Esperança.
- Curs mitjà: de la presa fins a la incorporació del riu Poti a Teresina.
- Curs baix: de Teresina fins l'oceà.

El riu Parnaíba està situat en el Meio-Norte, una zona de transició entre el bioma del sertão del nord-est brasiler (àrid i amb vegetació pobra) i el de l'Amazònia (humit i cobert de boscos). El riu Parnaíba banya 22 municipis del Maranhão i 20 del Piauí. El règim de Parnaíba és pluvial, com gairebé tots els rius i conques brasileres.

Presenta una pendent accentuada des de les seves fonts fins al municipi de Santa Filomena, reduint-se des d'aquell moment, de manera gradual. En els últims quilòmetres del seu recorregut, el pendent és inferior a 25 cm/km. Pel llit del Parnaíba corren, cada any, 20 mil milions de metres cúbics d'aigua, mentre que la precipitació pluviomètrica mitjana, al llarg de les regions que recorre el riu, està al voltant de 1.500 mm a l'any.
La vall del Parnaíba té més de tres mil quilòmetres de rius perennes, centenars de llacs, i la meitat de l'aigua del subsol nordestí. Al Maranhão (riba oest), els afluents més importants són el riu Parnaibinha, que malgrat el nom, té major volum d'aigua que el mateix riu Parnaíba; el riu Medonho i el riu de Balsas. Els principals afluents de l'estat de Piauí (riba est) són Gurgueia, Uruçuí-Preto, Canindé, Poti i Longá.

### Delta
Abans de penetrar a l'oceà Atlàntic, el Parnaíba forma un ampli delta, l'únic delta en mar obert de les Amèriques i un dels tres més grans del món en extensió (els altres són el del riu Nil, a Egipte, i el del Mekong, al sud-est asiàtic). El delta del Parnaíba és un important punt turístic, atraient gent de tot el món interessada en l'ecoturisme. La capital del delta és la ciutat que porta el nom del riu, Parnaíba. El riu desemboca en forma de delta de cinc boques: Tutóia, Caju, Melanciera o Carrapato, Canários i Igaraçu. En aquesta regió es va crear l'Àrea de Protecció Ambiental del Delta del Parnaíba.
El delta del riu Parnaíba comença on el riu es divideix i on se situa el punt més alt, que es troba a la punta nord-oest de l'illa Tucuns de Mariquita, on el corrent del riu es bifurca per formar els dos braços de l'Igaraçu i del Santa Rosa. Aquesta bifurcació se subdivideix en nombrosos braços i canals, que al seu torn han creat multitud d'illes, com la Grande de Santa Isabel.

### Central hidroelèctrica
A l'alçada del municipi piauiense de Guadalupe, a la meitat del Parnaíba, hi ha la presa de Boa Esperança, que forma part de la Central Hidroelèctrica homònima i que va ser construïda durant el govern d'Humberto de Alencar Castelo Branco. És la més important del nord-est brasiler i té una capacitat de cinc mil milions de metres cúbics d'aigua. El pantà ha aportat alguns beneficis a la població, permetent la cria de peixos i regula el règim d'inundacions del riu. A Guadalupe, als marges del pantà, hi ha hotels i balnearis. La presa, emperò, també provoca agradació, acumulant sediments en el curs baix del riu i reduint la profunditat de les aigües.

## Importància econòmica i medi ambient
Tota l'economia i la història de la regió va vinculada al Parnaíba, pel seu valuós paper socioeconòmic passat, actual i futur. Proporciona pesca i aigua pel cultiu, la navegabilitat facilita el transport de persones i mercaderies, genera energia elèctrica, subministra aigua potable pel consum humà, ha esdevingut un lloc per la pràctica d'activitats esportives i de lleure, etc.
El riu Parnaíba va ser el bressol de la capital de l'estat de Piauí, la ciutat de Teresina. Aquesta va ser dissenyada i construïda en els seus marges, a causa de la importància estratègica de la seva navegabilitat, amb l'objectiu de multiplicar el creixement de l'estat i, al mateix temps, frenar la influència que el Maranhão començava a exercir sobre l'interior piauiense. Encara que és la divisa natural dels dos estats, és un fet reconegut que la seva rellevància històrica, econòmica i cultural és molt major per al Piauí que per al Maranhão, fins al punt de ser exaltat en l'himne mateix de l'estat del Piauí.
En el curs baix del riu s'observa una major desforestació dels seus marges i major agradació. Això repercuteix en una menor profunditat del llit fluvial i una major dificultat per navegar. En l'època seca, en aquest tram només es pot circular amb barques de poc calat. També és la regió amb major nombre de fàbriques, principalment de cel·lulosa i destil·leries, i a aquesta pol·lució s'ha de sumar l'abocament d'aigües residuals sense tractar.